# Romuald Holenia

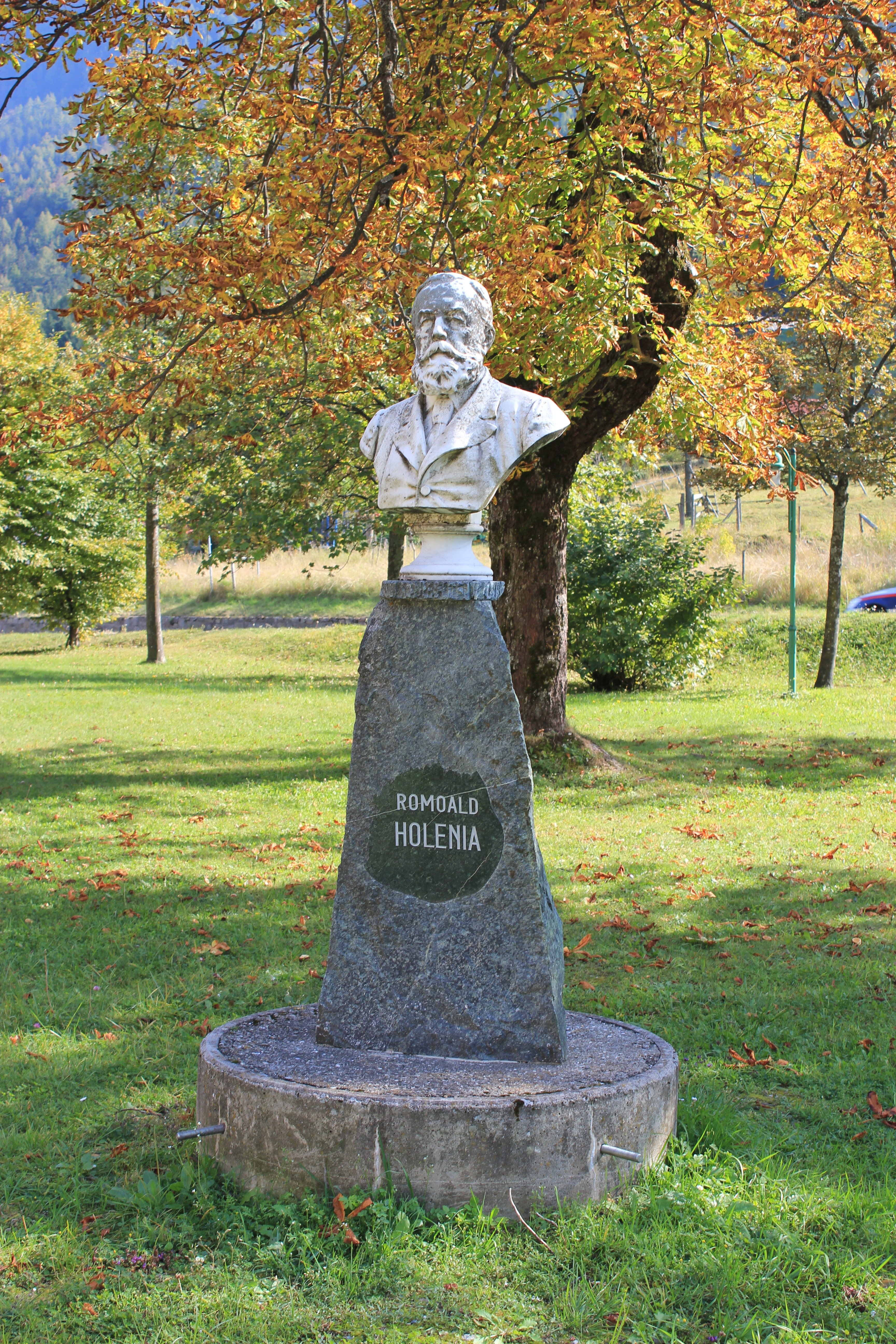
Popiersie Romualda Holenii w Bad Bleiberg

Romuald Holenia (ur. 9 grudnia 1817 w Bleiberg, zm. 7 grudnia 1893 w Klagenfurcie) – austriacki przemysłowiec.
Potomek starej rzemieślniczej rodziny, w 1847 przejął rodzinny biznes. Związany z przemysłem górniczym, doprowadził do powstania w 1868 Bleiberger Bergwerks Union, od 1870 stał na jego czele. W 1890 przeszedł na emeryturę.
Jego wnukiem był Alexander Lernet-Holenia.